# Liga de Campeones de la UEFA 1994-95
La Liga de Campeones de la UEFA 1994-95 fue la 40.ª edición de la anteriormente llamada Copa de Campeones de Europa, o tercera edición de la denominada Liga de Campeones de la UEFA. En esta temporada se produjo un cambio en el formato, diferenciándose la fase previa y la fase final, esta última compuesta de 16 equipos. Este nuevo formato era bastante restrictivo, pues solo podían participar entre todas las fases los campeones de las 24 mejores ligas de Europa, quedando fuera el resto de federaciones.
La final, a partido único, tuvo lugar el 24 de mayo de 1995 en el antiguo Praterstadion de Viena, rebautizado como Ernst Happel. Era la cuarta final que acogía este escenario, la tercera en menos de diez años, y reunía al Ajax y al vigente campeón, el Milan, quienes ya se habían visto las caras en la liguilla de octavos, con doble victoria de los neerlandeses. En esta ocasión el cuadro de Ámsterdam volvió a imponerse al equipo lombardo, consiguiendo su cuarta Copa de Europa, 22 años después de su último triunfo. Ambos conjuntos ya se había enfrentado en una final de Copa de Europa hacía 26 años, con victoria milanista.
El gol del triunfo neerlandés lo anotó el suplente Patrick Kluivert a pocos minutos del final, tras pase de Frank Rijkaard. En aquel momento Kluivert era casi un desconocido de 18 años de edad.
Frank de Boer y su gemelo Ronald de Boer fueron la primera pareja de hermanos en ganar la Copa de Europa.
El sorteo de toda la competición se desarrolló el 20 de julio de 1994 en Ginebra, el cual determinó las llaves de todas las instancias así como los cuatro grupos de la ronda inicial.

## Ronda previa

### Grupo A[1]
| Equipo Local Ida | Resultado | Equipo Visitante Ida | Ida   | Vuelta |
| ---------------- | --------- | -------------------- | ----- | ------ |
| Avenir Beggen    | 1 - 9     | Galatasaray          | 1 - 5 | 0 - 4  |
| Sparta Praga     | 1 - 2     | IFK Göteborg         | 1 - 0 | 0 - 2  |

### Grupo B[1]
| Equipo Local Ida    | Resultado | Equipo Visitante Ida | Ida   | Vuelta |
| ------------------- | --------- | -------------------- | ----- | ------ |
| Silkeborg IF        | 1 - 3     | Dinamo de Kiev       | 0 - 0 | 1 - 3  |
| París Saint-Germain | 5 - 1     | Vác FC-Samsung       | 3 - 0 | 2 - 1  |

### Grupo C[1]
| Equipo Local Ida | Resultado | Equipo Visitante Ida | Ida   | Vuelta |
| ---------------- | --------- | -------------------- | ----- | ------ |
| Legia Warszawa   | 0 - 5     | Hajduk Split         | 0 - 1 | 0 - 4  |
| Steaua București | 5 - 2     | Servette             | 4 - 1 | 1 - 1  |

### Grupo D[1]
| Equipo Local Ida | Resultado | Equipo Visitante Ida | Ida   | Vuelta |
| ---------------- | --------- | -------------------- | ----- | ------ |
| AEK Atenas       | 3 - 0     | Rangers              | 2 - 0 | 1 - 0  |
| Maccabi Haifa    | 2 - 5     | Austria Salzburg     | 1 - 2 | 1 - 3  |

## Liguillas de octavos de final
- Participaron un total de 16 equipos:

- Los 8 ganadores de los enfrentamientos de la ronda previa.
- 8 equipos campeones de ligas situadas entre las posiciones 1 y 8 del ranking de la UEFA, incluyendo al vigente campeón, el Milán.
- Los 16 equipos fueron encuadrados, por sorteo, en 4 grupos diferentes de cuatro equipos cada uno. Todos los equipos de cada grupo se enfrentaron entre ellos compitiendo en formato de liguilla, con partidos de ida y vuelta. Cada equipo sumó dos puntos por victoria, uno por empate y ninguno por derrota.
- Los dos primeros clasificados de cada grupo se clasificaron para disputar los cuartos de final de la Liga de Campeones.

### Grupo A
| Pos. | Equipo            | Pts. | PJ | G | E | P | GF | GC | Dif. | Clasificación             |
| ---- | ----------------- | ---- | -- | - | - | - | -- | -- | ---- | ------------------------- |
| 1    | IFK Göteborg      | 9    | 6  | 4 | 1 | 1 | 10 | 7  | +3   | Acceso a cuartos de final |
| 2    | Barcelona         | 6    | 6  | 2 | 2 | 2 | 11 | 8  | +3   | Acceso a cuartos de final |
| 3    | Manchester United | 6    | 6  | 2 | 2 | 2 | 11 | 11 | 0    |                           |
| 4    | Galatasaray       | 3    | 6  | 1 | 1 | 4 | 3  | 9  | −6   |                           |

 Fuente: [cita requerida]
| Jor. | Fecha            | Estadio      | Local             | Visitante         | Resultado |
| ---- | ---------------- | ------------ | ----------------- | ----------------- | --------- |
| 1    | 14 de septiembre | Old Trafford | Manchester United | IFK Göteborg      | 4–2       |
| 1    | 14 de septiembre | Camp Nou     | Barcelona         | Galatasaray       | 2–1       |
| 2    | 28 de septiembre | Nya Ullevi   | IFK Göteborg      | Barcelona         | 2–1       |
| 2    | 28 de septiembre | Ali Sami Yen | Galatasaray       | Manchester United | 0–0       |
| 3    | 19 de octubre    | Old Trafford | Manchester United | Barcelona         | 2–2       |
| 3    | 19 de octubre    | Nya Ullevi   | IFK Göteborg      | Galatasaray       | 1–0       |
| 4    | 2 de noviembre   | Camp Nou     | Barcelona         | Manchester United | 4–0       |
| 4    | 2 de noviembre   | Ali Sami Yen | Galatasaray       | IFK Göteborg      | 0–1       |
| 5    | 23 de noviembre  | Nya Ullevi   | IFK Göteborg      | Manchester United | 3–1       |
| 5    | 23 de noviembre  | Ali Sami Yen | Galatasaray       | Barcelona         | 2–1       |
| 6    | 7 de diciembre   | Old Trafford | Manchester United | Galatasaray       | 4–0       |
| 6    | 7 de diciembre   | Camp Nou     | Barcelona         | IFK Göteborg      | 1–1       |

### Grupo B
| Pos. | Equipo              | Pts. | PJ | G | E | P | GF | GC | Dif. | Clasificación             |
| ---- | ------------------- | ---- | -- | - | - | - | -- | -- | ---- | ------------------------- |
| 1    | París Saint-Germain | 12   | 6  | 6 | 0 | 0 | 12 | 3  | +9   | Acceso a cuartos de final |
| 2    | Bayern Múnich       | 6    | 6  | 2 | 2 | 2 | 11 | 7  | +4   | Acceso a cuartos de final |
| 3    | Spartak de Moscú    | 4    | 6  | 1 | 2 | 3 | 8  | 12 | −4   |                           |
| 4    | Dinamo de Kiev      | 2    | 6  | 1 | 0 | 5 | 5  | 14 | −9   |                           |

 Fuente: [cita requerida]
| Jor. | Fecha            | Estadio            | Local               | Visitante           | Resultado |
| ---- | ---------------- | ------------------ | ------------------- | ------------------- | --------- |
| 1    | 14 de septiembre | Lobanovsky Stadium | Dinamo Kiev         | Spartak Moscú       | 3–2       |
| 1    | 14 de septiembre | Parc des Princes   | París Saint-Germain | Bayern de Múnich    | 2–0       |
| 2    | 28 de septiembre | Olímpico Luzhniki  | Spartak Moscú       | París Saint-Germain | 1–2       |
| 2    | 28 de septiembre | Olímpico de Múnich | Bayern de Múnich    | Dinamo Kiev         | 4–0       |
| 3    | 19 de octubre    | Olímpico Luzhniki  | Spartak Moscú       | Bayern de Múnich    | 1–1       |
| 3    | 19 de octubre    | Lobanovsky Stadium | Dinamo Kiev         | París Saint-Germain | 1–2       |
| 4    | 2 de noviembre   | Parc des Princes   | París Saint-Germain | Dinamo Kiev         | 1–0       |
| 4    | 2 de noviembre   | Olímpico de Múnich | Bayern de Múnich    | Spartak Moscú       | 2–2       |
| 5    | 23 de noviembre  | Olímpico Luzhniki  | Spartak Moscú       | Dinamo Kiev         | 1–0       |
| 5    | 23 de noviembre  | Olímpico de Múnich | Bayern de Múnich    | París Saint-Germain | 0–1       |
| 6    | 7 de diciembre   | Lobanovsky Stadium | Dinamo Kiev         | Bayern de Múnich    | 1–4       |
| 6    | 7 de diciembre   | Parc des Princes   | París Saint-Germain | Spartak Moscú       | 4–1       |

### Grupo C
| Pos. | Equipo             | Pts. | PJ | G | E | P | GF | GC | Dif. | Clasificación             |
| ---- | ------------------ | ---- | -- | - | - | - | -- | -- | ---- | ------------------------- |
| 1    | Benfica            | 9    | 6  | 3 | 3 | 0 | 9  | 5  | +4   | Acceso a cuartos de final |
| 2    | Hajduk Split       | 6    | 6  | 2 | 2 | 2 | 5  | 7  | −2   | Acceso a cuartos de final |
| 3    | Steaua de Bucarest | 5    | 6  | 1 | 3 | 2 | 7  | 6  | +1   |                           |
| 4    | Anderlecht         | 4    | 6  | 0 | 4 | 2 | 4  | 7  | −3   |                           |

 Fuente: [cita requerida]
| Jor. | Fecha            | Estadio               | Local           | Visitante       | Resultado |
| ---- | ---------------- | --------------------- | --------------- | --------------- | --------- |
| 1    | 14 de septiembre | Estadio Poljud        | Hajduk Split    | Benfica         | 0–0       |
| 1    | 14 de septiembre | Constant Vanden Stock | Anderlecht      | Steaua Bucarest | 0–0       |
| 2    | 28 de septiembre | Estadio da Luz        | Benfica         | Anderlecht      | 3–1       |
| 2    | 28 de septiembre | Ghencea               | Steaua Bucarest | Hajduk Split    | 0–1       |
| 3    | 19 de octubre    | Estadio Poljud        | Hajduk Split    | Anderlecht      | 2–1       |
| 3    | 19 de octubre    | Estadio da Luz        | Benfica         | Steaua Bucarest | 2–1       |
| 4    | 2 de noviembre   | Constant Vanden Stock | Anderlecht      | Hajduk Split    | 0–0       |
| 4    | 2 de noviembre   | Ghencea               | Steaua Bucarest | Benfica         | 1–1       |
| 5    | 23 de noviembre  | Estadio da Luz        | Benfica         | Hajduk Split    | 2–1       |
| 5    | 23 de noviembre  | Ghencea               | Steaua Bucarest | Anderlecht      | 1–1       |
| 6    | 7 de diciembre   | Estadio Poljud        | Hajduk Split    | Steaua Bucarest | 1–4       |
| 6    | 7 de diciembre   | Constant Vanden Stock | Anderlecht      | Benfica         | 1–1       |

### Grupo D
| Pos. | Equipo           | Pts. | PJ | G | E | P | GF | GC | Dif. | Clasificación             |
| ---- | ---------------- | ---- | -- | - | - | - | -- | -- | ---- | ------------------------- |
| 1    | Ajax             | 10   | 6  | 4 | 2 | 0 | 9  | 2  | +7   | Acceso a cuartos de final |
| 2    | Milan            | 5    | 6  | 3 | 1 | 2 | 6  | 5  | +1   | Acceso a cuartos de final |
| 3    | Casino Salzburgo | 5    | 6  | 1 | 3 | 2 | 4  | 6  | −2   |                           |
| 4    | AEK Atenas       | 2    | 6  | 0 | 2 | 4 | 3  | 9  | −6   |                           |

 Fuente: [cita requerida]
Notas:
1. ↑  El Milan recibió una sanción de dos puntos tras los incidentes ocurridos en uno de los partidos disputados frente al Casino Salzburgo y fue obligado a jugar dos partidos fuera de San Siro, por lo que culminó la fase de grupos jugando en Trieste.

| Jor. | Fecha            | Estadio                    | Local             | Visitante         | Resultado |
| ---- | ---------------- | -------------------------- | ----------------- | ----------------- | --------- |
| 1    | 14 de septiembre | Ernst Happel Stadion       | Austria Salzburgo | AEK Atenas        | 0–0       |
| 1    | 14 de septiembre | Olímpico de Ámsterdam      | Ajax Ámsterdam    | Milan             | 2–0       |
| 2    | 28 de septiembre | Estadio Olímpico de Atenas | AEK Atenas        | Ajax Ámsterdam    | 1–2       |
| 2    | 28 de septiembre | San Siro                   | Milan             | Austria Salzburgo | 3–0       |
| 3    | 19 de octubre    | Ernst Happel Stadion       | Austria Salzburgo | Ajax Ámsterdam    | 0–0       |
| 3    | 19 de octubre    | Estadio Olímpico de Atenas | AEK Atenas        | Milan             | 0–0       |
| 4    | 2 de noviembre   | Olímpico de Ámsterdam      | Ajax Ámsterdam    | Austria Salzburgo | 1–1       |
| 4    | 2 de noviembre   | Stadio Nereo Rocco         | Milan             | AEK Atenas        | 2–1       |
| 5    | 23 de noviembre  | Estadio Olímpico de Atenas | AEK Atenas        | Austria Salzburg  | 1–3       |
| 5    | 23 de noviembre  | Stadio Nereo Rocco         | Milan             | Ajax Ámsterdam    | 0–2       |
| 6    | 7 de diciembre   | Ernst Happel Stadion       | Austria Salzburgo | Milan             | 0–1       |
| 6    | 7 de diciembre   | Olímpico de Ámsterdam      | Ajax Ámsterdam    | AEK Atenas        | 2–0       |

## Segunda fase
Los ocho equipos clasificados disputaron una serie de eliminatorias a ida y vuelta, hasta decidir los dos equipos clasificados para la final de Viena. En la tabla se muestran todos los cruces de la fase final. El primer equipo de cada eliminatoria jugó como local el partido de ida, y el segundo jugó en su campo la vuelta. En los resultados se indica el marcador en la ida, seguido del de la vuelta.

La eliminatoria de cuartos de final emparejó los grupos de dos en dos (A con B y C con D) de modo que el primero de un grupo concreto jugase contra el segundo de otro específico y viceversa, y que dos equipos de un mismo grupo solo pudieran enfrentarse otra vez en la final. En la eliminatoria de cuartos, además los primeros de grupo contaban con la ventaja de jugar la vuelta como locales.
|  | Cuartos de final                                      | Cuartos de final                                      | Cuartos de final                                      | Cuartos de final                                      | Cuartos de final                                      |   |    | Semifinales                                           | Semifinales                                           | Semifinales                                           | Semifinales                                           | Semifinales                                           |  |    | Final                                          | Final                                          | Final                                          |  |
|  | 1 de marzo de 1995 (ida) 15 de marzo de 1995 (vuelta) | 1 de marzo de 1995 (ida) 15 de marzo de 1995 (vuelta) | 1 de marzo de 1995 (ida) 15 de marzo de 1995 (vuelta) | 1 de marzo de 1995 (ida) 15 de marzo de 1995 (vuelta) | 1 de marzo de 1995 (ida) 15 de marzo de 1995 (vuelta) |   |    | 5 de abril de 1995 (ida) 19 de abril de 1995 (vuelta) | 5 de abril de 1995 (ida) 19 de abril de 1995 (vuelta) | 5 de abril de 1995 (ida) 19 de abril de 1995 (vuelta) | 5 de abril de 1995 (ida) 19 de abril de 1995 (vuelta) | 5 de abril de 1995 (ida) 19 de abril de 1995 (vuelta) |  |    | 24 de mayo de 1995 Estadio Ernst Happel, Viena | 24 de mayo de 1995 Estadio Ernst Happel, Viena | 24 de mayo de 1995 Estadio Ernst Happel, Viena |  |
|  |                                                       |                                                       |                                                       |                                                       |                                                       |   |    |                                                       |                                                       |                                                       |                                                       |                                                       |  |    |                                                |                                                |                                                |  |
|  |                                                       |                                                       |                                                       |                                                       |                                                       |   |    |                                                       |                                                       |                                                       |                                                       |                                                       |  |    |                                                |                                                |                                                |  |
|  | 2B                                                    | Bayern Múnich (v.)                                    | 0                                                     | 2                                                     | 2                                                     |   |    |                                                       |                                                       |                                                       |                                                       |                                                       |  |    |                                                |                                                |                                                |  |
|  | 2B                                                    | Bayern Múnich (v.)                                    | 0                                                     | 2                                                     | 2                                                     |   |    |                                                       |                                                       |                                                       |                                                       |                                                       |  |    |                                                |                                                |                                                |  |
|  | 1A                                                    | IFK Göteborg                                          | 0                                                     | 2                                                     | 2                                                     |   |    |                                                       |                                                       |                                                       |                                                       |                                                       |  |    |                                                |                                                |                                                |  |
|  | 1A                                                    | IFK Göteborg                                          | 0                                                     | 2                                                     | 2                                                     |   | 2B | Bayern Múnich                                         | 0                                                     | 2                                                     | 2                                                     |                                                       |  |    |                                                |                                                |                                                |  |
|  |                                                       |                                                       |                                                       |                                                       |                                                       |   | 2B | Bayern Múnich                                         | 0                                                     | 2                                                     | 2                                                     |                                                       |  |    |                                                |                                                |                                                |  |
|  |                                                       |                                                       | 1D                                                    | Ajax                                                  | 0                                                     | 5 | 5  |                                                       |                                                       |                                                       |                                                       |                                                       |  |    |                                                |                                                |                                                |  |
|  | 2C                                                    | Hajduk Split                                          | 1D                                                    | Ajax                                                  | 0                                                     | 5 | 5  | 0                                                     | 0                                                     | 0                                                     |                                                       |                                                       |  |    |                                                |                                                |                                                |  |
|  | 2C                                                    | Hajduk Split                                          |                                                       |                                                       |                                                       |   |    |                                                       |                                                       | 0                                                     |                                                       |                                                       |  |    |                                                |                                                |                                                |  |
|  | 1D                                                    | Ajax                                                  | 0                                                     | 3                                                     | 3                                                     |   |    |                                                       |                                                       |                                                       |                                                       |                                                       |  |    |                                                |                                                |                                                |  |
|  | 1D                                                    | Ajax                                                  | 0                                                     | 3                                                     | 3                                                     |   |    |                                                       |                                                       |                                                       |                                                       |                                                       |  | 1D | Ajax                                           | 1                                              |                                                |  |
|  |                                                       |                                                       |                                                       |                                                       |                                                       |   |    |                                                       |                                                       |                                                       |                                                       |                                                       |  | 1D | Ajax                                           | 1                                              |                                                |  |
|  |                                                       |                                                       | 2D                                                    | Milan                                                 | 0                                                     |   |    |                                                       |                                                       |                                                       |                                                       |                                                       |  |    |                                                |                                                |                                                |  |
|  | 2A                                                    | Barcelona                                             | 2D                                                    | Milan                                                 | 0                                                     | 1 | 1  | 2                                                     |                                                       |                                                       |                                                       |                                                       |  |    |                                                |                                                |                                                |  |
|  | 2A                                                    | Barcelona                                             |                                                       |                                                       |                                                       |   |    |                                                       |                                                       |                                                       |                                                       |                                                       |  |    |                                                |                                                |                                                |  |
|  | 1B                                                    | París Saint-Germain                                   | 1                                                     | 2                                                     | 3                                                     |   |    |                                                       |                                                       |                                                       |                                                       |                                                       |  |    |                                                |                                                |                                                |  |
|  | 1B                                                    | París Saint-Germain                                   | 1                                                     | 2                                                     | 3                                                     |   | 1B | París Saint-Germain                                   | 0                                                     | 0                                                     | 0                                                     |                                                       |  |    |                                                |                                                |                                                |  |
|  |                                                       |                                                       |                                                       |                                                       |                                                       |   | 1B | París Saint-Germain                                   | 0                                                     | 0                                                     | 0                                                     |                                                       |  |    |                                                |                                                |                                                |  |
|  |                                                       |                                                       | 2D                                                    | Milan                                                 | 1                                                     | 2 | 3  |                                                       |                                                       |                                                       |                                                       |                                                       |  |    |                                                |                                                |                                                |  |
|  | 2D                                                    | Milan                                                 | 2D                                                    | Milan                                                 | 1                                                     | 2 | 3  | 2                                                     | 0                                                     | 2                                                     |                                                       |                                                       |  |    |                                                |                                                |                                                |  |
|  | 2D                                                    | Milan                                                 |                                                       |                                                       |                                                       |   |    |                                                       |                                                       | 2                                                     |                                                       |                                                       |  |    |                                                |                                                |                                                |  |
|  | 1C                                                    | Benfica                                               | 0                                                     | 0                                                     | 0                                                     |   |    |                                                       |                                                       |                                                       |                                                       |                                                       |  |    |                                                |                                                |                                                |  |
|  | 1C                                                    | Benfica                                               | 0                                                     | 0                                                     | 0                                                     |   |    |                                                       |                                                       |                                                       |                                                       |                                                       |  |    |                                                |                                                |                                                |  |
|  |                                                       |                                                       |                                                       |                                                       |                                                       |   |    |                                                       |                                                       |                                                       |                                                       |                                                       |  |    |                                                |                                                |                                                |  |

## Final
| 1          | POR        | Edwin van der Sar |     |
| 2          | DEF        | Michael Reiziger  |     |
| 3          | DEF        | Danny Blind       |     |
| 4          | DEF        | Frank Rijkaard    |     |
| 5          | DEF        | Frank de Boer     |     |
| 6          | MED        | Clarence Seedorf  | 54' |
| 8          | MED        | Edgar Davids      |     |
| 9          | MED        | Ronald de Boer    |     |
| 10         | DEL        | Jari Litmanen     | 69' |
| 7          | DEL        | Finidi George     |     |
| 11         | DEL        | Marc Overmars     |     |
| Entrenador | Entrenador | Louis van Gaal    |     |

| 1          | POR        | Sebastiano Rossi      |     |
| 2          | DEF        | Christian Panucci     |     |
| 6          | DEF        | Franco Baresi         |     |
| 5          | DEF        | Alessandro Costacurta |     |
| 3          | DEF        | Paolo Maldini         |     |
| 7          | MED        | Roberto Donadoni      |     |
| 8          | MED        | Marcel Desailly       |     |
| 4          | MED        | Demetrio Albertini    |     |
| 10         | MED        | Zvonimir Boban        | 86' |
| 9          | DEL        | Daniele Massaro       | 90' |
| 11         | DEL        | Marco Simone          |     |
| Entrenador | Entrenador | Fabio Capello         |     |

| 12 | DEL | Nwankwo Kanu     | 54' |
| 15 | DEL | Patrick Kluivert | 69' |

| 12 | MED | Gianluigi Lentini | 86' |
| 13 | MED | Stefano Eranio    | 90' |

| Anotado | 85' | Patrick Kluivert | 1-0 |

| Amonestado | 33' | Marc Overmars |
| Amonestado | 44' | Daley Blind   |

| Árbitro | Ion Craciunescu |

| 1          | POR        | Edwin van der Sar |     |
| 2          | DEF        | Michael Reiziger  |     |
| 3          | DEF        | Danny Blind       |     |
| 4          | DEF        | Frank Rijkaard    |     |
| 5          | DEF        | Frank de Boer     |     |
| 6          | MED        | Clarence Seedorf  | 54' |
| 8          | MED        | Edgar Davids      |     |
| 9          | MED        | Ronald de Boer    |     |
| 10         | DEL        | Jari Litmanen     | 69' |
| 7          | DEL        | Finidi George     |     |
| 11         | DEL        | Marc Overmars     |     |
| Entrenador | Entrenador | Louis van Gaal    |     |

| 1          | POR        | Sebastiano Rossi      |     |
| 2          | DEF        | Christian Panucci     |     |
| 6          | DEF        | Franco Baresi         |     |
| 5          | DEF        | Alessandro Costacurta |     |
| 3          | DEF        | Paolo Maldini         |     |
| 7          | MED        | Roberto Donadoni      |     |
| 8          | MED        | Marcel Desailly       |     |
| 4          | MED        | Demetrio Albertini    |     |
| 10         | MED        | Zvonimir Boban        | 86' |
| 9          | DEL        | Daniele Massaro       | 90' |
| 11         | DEL        | Marco Simone          |     |
| Entrenador | Entrenador | Fabio Capello         |     |

| 12 | DEL | Nwankwo Kanu     | 54' |
| 15 | DEL | Patrick Kluivert | 69' |

| 12 | MED | Gianluigi Lentini | 86' |
| 13 | MED | Stefano Eranio    | 90' |

| Anotado | 85' | Patrick Kluivert | 1-0 |

| Amonestado | 33' | Marc Overmars |
| Amonestado | 44' | Daley Blind   |

| Árbitro | Ion Craciunescu |

|                                  |
| Bandera de los Países Bajos      |
| Campeón A. F. C. Ajax 4.º título |

## Estadísticas

### Rendimiento general
| Pos. | Equipo              | Pts. | PJ | G | E | P | GF | GC | Dif. | Rend.  |
| ---- | ------------------- | ---- | -- | - | - | - | -- | -- | ---- | ------ |
| 1    | Ajax                | 18   | 11 | 7 | 4 | 0 | 18 | 4  | +14  | 81.81% |
| 2    | Milan               | 12   | 11 | 6 | 2 | 3 | 11 | 6  | +5   | 54.54% |
|      |                     |      |    |   |   |   |    |    |      |        |
| 3    | París Saint-Germain | 15   | 10 | 7 | 1 | 2 | 15 | 8  | +7   | 75%    |
| 4    | Bayern Múnich       | 9    | 10 | 2 | 5 | 3 | 15 | 14 | +1   | 45%    |
|      |                     |      |    |   |   |   |    |    |      |        |
| 5    | IFK Göteborg        | 11   | 8  | 4 | 3 | 1 | 12 | 9  | +3   | 68.75% |
| 6    | Benfica             | 10   | 8  | 3 | 4 | 1 | 9  | 7  | +2   | 62.50% |
| 7    | Barcelona           | 7    | 8  | 2 | 3 | 3 | 13 | 11 | +2   | 43.75% |
| 8    | Hajduk Split        | 7    | 8  | 2 | 3 | 3 | 5  | 10 | −5   | 43.75% |
|      |                     |      |    |   |   |   |    |    |      |        |
| 9    | Manchester United   | 6    | 6  | 2 | 2 | 2 | 11 | 11 | 0    | 50%    |
| 10   | Steaua de Bucarest  | 5    | 6  | 1 | 3 | 2 | 7  | 6  | +1   | 41.67% |
| 11   | Casino Salzburgo    | 5    | 6  | 1 | 3 | 2 | 4  | 6  | −2   | 41.67% |
| 12   | Anderlecht          | 4    | 6  | 0 | 4 | 2 | 4  | 7  | −3   | 33.33% |
| 13   | Spartak de Moscú    | 4    | 6  | 1 | 2 | 3 | 8  | 12 | −4   | 33.33% |
| 14   | Galatasaray         | 3    | 6  | 1 | 1 | 4 | 3  | 9  | −6   | 25%    |
| 15   | AEK Atenas          | 2    | 6  | 0 | 2 | 4 | 3  | 9  | −6   | 16.67% |
| 16   | Dinamo de Kiev      | 2    | 6  | 1 | 0 | 5 | 5  | 14 | −9   | 16.67% |

 Fuente: 

### Máximos goleadores
Tabla de máximos goleadores de la Liga de Campeones de la UEFA 1994–95 (no se incluyen las rondas preliminares):
| # | Jugador             | Club                | Goles |
| - | ------------------- | ------------------- | ----- |
| 1 | George Weah         | París Saint-Germain | 7     |
| 2 | Jari Litmanen       | Ajax Ámsterdam      | 6     |
| 3 | Magnus Erlingmark   | IFK Göteborg        | 4     |
| 3 | Marco Simone        | Milán               | 4     |
| 4 | José Mari Bakero    | Barcelona           | 3     |
| 4 | Romário             | Barcelona           | 3     |
| 4 | Hristo Stoichkov    | Barcelona           | 3     |
| 4 | Claudio Caniggia    | Benfica             | 3     |
| 4 | Christian Nerlinger | Bayern de Múnich    | 3     |
| 4 | Mehmet Scholl       | Bayern de Múnich    | 3     |
| 4 | Viktor Leonenko     | Dinamo Kiev         | 3     |